# Adliswil
Adliswil (toponimo tedesco) è un comune svizzero di 18 742 abitanti del Canton Zurigo, nel distretto di Horgen; ha lo status di città.

## Geografia fisica
Adliswil è situato a sud di Zurigo, nella valle della Sihl.

## Storia
Ha ospitato l'esule italiano Stefano Benocci Tuscano.

## Monumenti e luoghi d'interesse

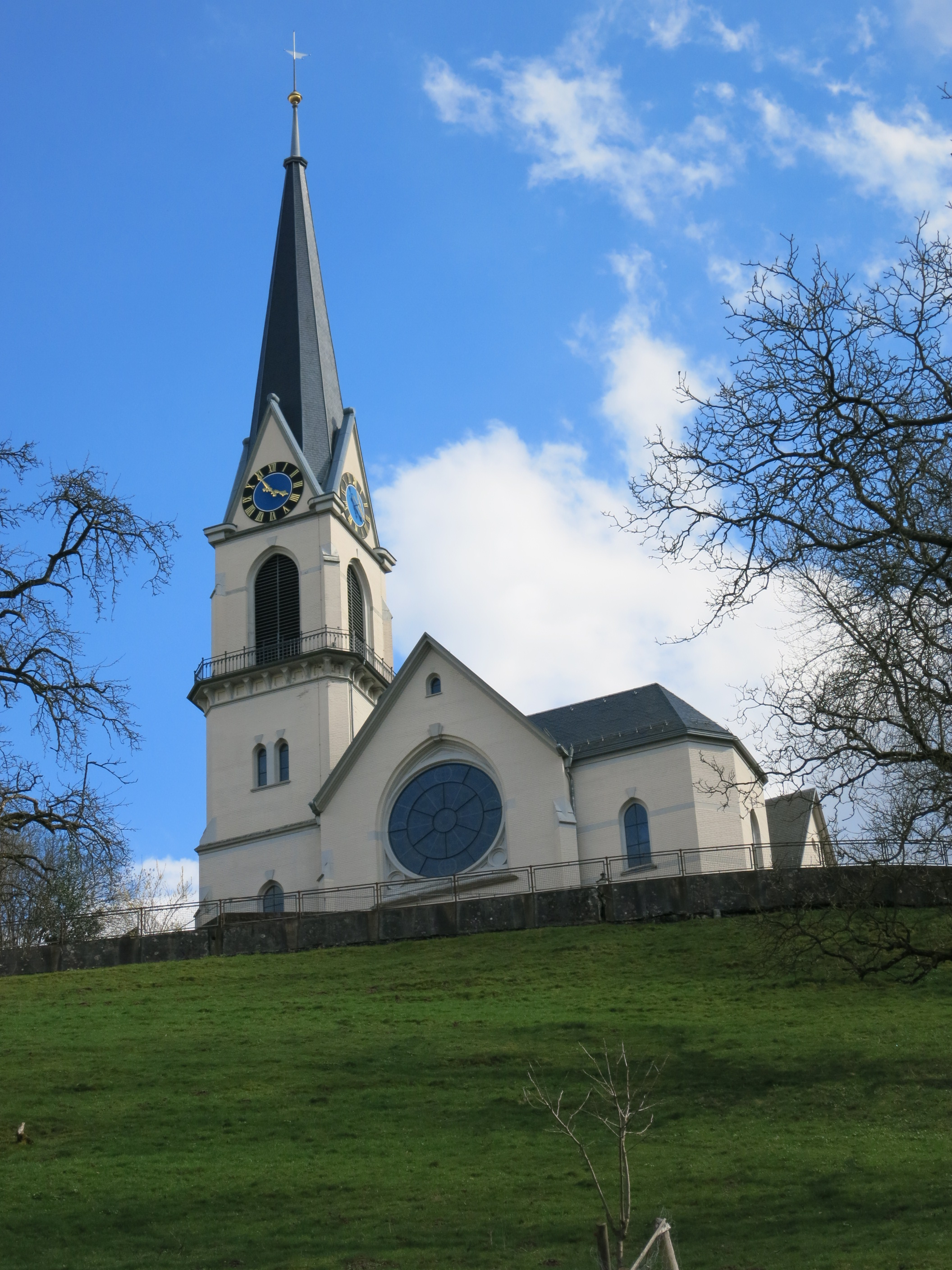
La chiesa riformata

- Chiesa riformata, eretta nel 1898[1].

## Società

### Evoluzione demografica
L'evoluzione demografica è riportata nella seguente tabella:
Abitanti censiti

## Economia
Il settore predominante è quello terziario, soprattutto assicurativo; hanno stabilito qui le loro sedi amministrative, tra le altre, le società Assicurazioni Generali e Swiss-Re.

## Infrastrutture e trasporti

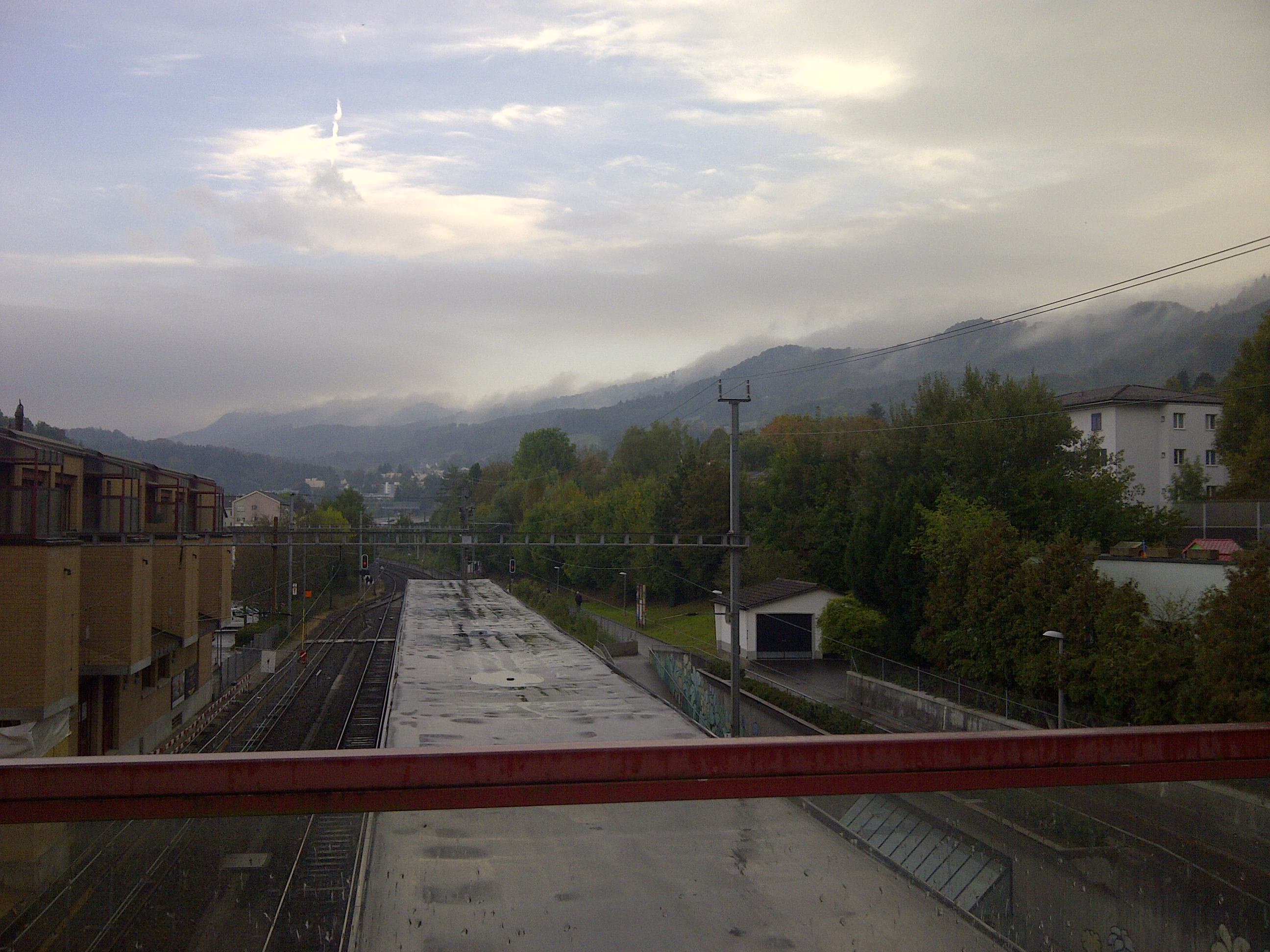
La stazione di Adliswil

Adliswil è servito dall'omonima stazione sulla Sihltalbahn (linea S4 della rete celere di Zurigo).

## Amministrazione
Ogni famiglia originaria del luogo fa parte del cosiddetto comune patriziale e ha la responsabilità della manutenzione di ogni bene ricadente all'interno dei confini del comune.